# Забелло, Аркадий Николаевич
Аркадий Николаевич Забелло (1890—1917) — штабс-капитан, герой Первой мировой войны.

## Биография
Родился 25 января 1890 года, сын начальника Нерчинской каторги полковника Николая Львовича Забелло и Антонины Вячеславовны урождённой Адамович; его младшие сёстры — Елена (р. 1892) и Татьяна (р. 1906).
Начальное образование получил в Псковском кадетском корпусе, 23 июня 1907 года был принят в Елисаветградское кавалерийское училище и 30 сентября был зачислен юнкером в младший класс (на правах вольноопределяющегося 1-го разряда). 11 июня 1908 года Забелло был переведён в старший класс училища, 15 апреля 1909 года получил чин унтер-офицера.
Высочайшим приказом от 6 августа 1909 года Забелло по экзамену был выпущен из училища (по 1-му разряду) с производством в подпоручики и назначен на службу в Иркутск, в 7-ю Восточно-Сибирскую стрелковую артиллерийскую бригаду (старшинство в чине установлено с 15 июня 1908 года). К 1 января 1910 года по-прежнему числился в этой бригаде.
Продолжая службу в артиллерии Забелло к началу Первой мировой войны был поручиком и служил в 62-й артиллерийской бригаде. Погиб в бою у местечка Крево (Гродненская губерния) 9 июля 1917 года. Приказом по 10-й армии от 18 октября 1917 года Забелло посмертно был произведён в штабс-капитаны и награждён орденом св. Георгия 4-й степени.